# Tống Tử thiên vương đồ
Tống tử Thiên vương đồ (chữ Hán: 送子天王图) là một tác phẩm họa của Ngô Đạo Tử. Đây được xem là tác phẩm họa liên hoàn xuất sắc của họa sĩ Ngô Đạo Tử.
Bức tranh "Tống tử Thiên vương đồ" là tác phẩm hội họa duy nhất của Ngô Đạo Tử còn tồn tại tới ngày nay. Bức tranh miêu tả cảnh Phật Thích ca mâu ni ra đời, được phụ thân Tịnh Phan vương ôm đến thái miếu để chư thần làm lễ. Bức tranh rộng lớn, bút mực thanh thoát, khắc họa nhân vật rất tinh tế. Ngô Đạo Tử đã thay đổi phương pháp cân bằng đường nét, sử dụng phương pháp tương phản: nặng - nhẹ, đậm - nhạt thể hiện, gọi là "thuần thái điều".
Nhân dân Trung Quốc rất sùng bái Ngô Đạo Tử, coi ông như thần tiên. Người ta gọi ông là họa thánh (thánh vẽ) và có rất nhiều giai thoại thần kỳ về việc vẽ tranh của ông.

## Tem bưu chính
Tháng 10-2011, bức tranh Tống Tử thiên vương đồ chính thức lên tem, bộ tem bao gồm là bộ tem rời và sổ tem liên hoàn.